# سوميري أويساكا
سوميري أويساكا (باليابانية: 上坂すみれ) هي مؤدية أصوات يابانية ولدت في 19 ديسمبر 1991 في محافظة كاناغاوا.

## أدوارها في الأنمي

### مسلسلات أنمي تلفزيونية
- سيتوكاي ياكويندومو - غاريكو
- أوفرلورد - شالتير بلودفولن
- أوفرلورد II - شالتير بلودفولن
- أوفرلورد III - شالتير بلودفولن
- تورانسوفوما: كونوبي نو نازو - آرسي
- شيمونتا - أوبورو تسوكيميغوسا
- أهو غيرل - رئيسة اللجنة التأديبية
- سأتحول إلى فتاة تسريحة الذيلين! - تيلريد
- خليلة (مؤقتة) - يوليا فالكوفا
- كانكولي - فوبوكي
- الحب متلازمة الصف الثامن وأوهام أخرى - ساناي ديكوموري
- شو باي روك!! - تشوتشو
- شو باي روك!!# - تشوتشو
- آيدولماستر سندريلا جيرلز - أناستازيا
- الحاكم القواس وفاناديس - تيتا
- نوزاكي-كون من مجلة الفتيات الشهرية - سايوري
- كروس أنج: رقصة الملاك والتنين - موموكا أوغينومي
- فانتازيستا دول - ماناي أوزوكي
- هوزوكي بارد الأعصاب - بيتش ماكي
- بلاستيك ميموريز - إيرو ميرو
- نوبوناغان - جاليليو جاليلي
- جيرلز أند بانتزر - نونا، بيوتان
- أوتبريك كومباني - إلبيا هانايمان
- نادي GJ - تاماكي كانّازوكي
- موشيبوغيو - إيروري
- إينوغامي-سان و نيكوياما-سان - ياتشيو إينوغامي
- كونكريت ريفولوتيو: فنتازيا الخوارق - كيكّو هوشينو
- كونكريت ريفولوتيو: فنتازيا الخوارق THE LAST SONG - كيكّو هوشينو
- فانتوم وورلد متعدد الألوان - ماي كاواكامي
- تيرافورمرز ريفنج - أناستازيا أندريفنا بوليتكوفسكايا
- في عالم أخر مع هاتفي الذكي - لين
- إينوياشيكي - ماري إينوياشيكي
- كيوس;تشايلد - سيريكا أونوي
- كيلينغ بايتس - آوي إينابا
- بوبتيبيبيك - بيبيمي (الحلقة 3A)، كورونا يوهي
- أوراهارا - ماري شيراكو
- كارول آند تيوزداي - أنجيلا
- مايتيتسو - سوزوشيرو
- أليا التي بجانبي تهمس بالروسية أحيانا - أليسا ميخايلوفنا كوجو
- لا تلعبي معي يا آنسة ناغاتورو - هاياسي ناغاتورو
- أوريسي ياتسورا - لوم
- فصل التجسس - تيا
- إعادة تجسيدي في هيئة شريرة: كل الطرق تؤدي إلى الهلاك - سوزانا راندل

### أفلام أنمي
- الحب متلازمة الصف الثامن وأوهام أخرى! تيك أون مي - ساناي ديكوموري

## أدوارها في ألعاب الفيديو
- ليج أوف ليجيندز - جينكس
- زينوبليد كرونيلكيس إكس - أفاتار
- آيدولماستر سندريلا جيرلز - أناستازيا
- آيدولماستر سندريلا جيرلز: ستارلايت ستيج - أناستازيا
- خليلة (مؤقتة) - يوليا فالكوفا
- دانغانرونبا أناذر إيبيسود: ألترا ديسبير غيرلز - جاتارو كيموري
- ستريت فايتر V - فالك

## أدوارها في الدبلجة اليابانية
- فتيات القوة (2016) - بابلز

## وصلات خارجية
- سوميري أويساكا على موقع IMDb (الإنجليزية)
- سوميري أويساكا على موقع ميتاكريتيك (الإنجليزية)
- سوميري أويساكا على موقع روتن توميتوز (الإنجليزية)
- سوميري أويساكا على موقع روتن توميتوز (الإنجليزية)
- سوميري أويساكا على موقع ميوزك برينز (الإنجليزية)
- سوميري أويساكا على موقع أول ميوزيك (الإنجليزية)
- سوميري أويساكا على موقع ديسكوغز (الإنجليزية)
- سوميري أويساكا على موقع قاعدة بيانات الفيلم (الإنجليزية)
- سوميري أويساكا على موقع ANN person (الإنجليزية)